# Saint-Pierre-de-Maillé
Saint-Pierre-de-Maillé est une commune française, située dans le département de la Vienne en région Nouvelle-Aquitaine. Les habitants sont appelés les Maillois.

## Géographie

### Localisation
Saint-Pierre-de-Maillé se situe à l'est de la Vienne, à trente kilomètres au sud-est de Châtellerault et 45 km au nord-est de Poitiers.
La commune est à proximité du parc naturel régional de la Brenne, à environ 7 km à l'ouest.

### Communes limitrophes
| Pleumartin | Vicq-sur-Gartempe      | Angles-sur-l'Anglin      |
| Archigny   | Saint-Pierre-de-Maillé | Lurais (Indre)           |
| La Puye    | La Bussière            | Mérigny (Indre) Nalliers |

### Hydrographie
Le territoire communal est arrosé par les rivières Gartempe et Anglin. La commune se situe en zone de répartition des eaux, où l'on observe une insuffisance chronique des ressources en eau par rapport aux besoins. Par ailleurs, elle est concernée par le classement en zones sensibles, où une élimination plus poussée des paramètres azote et/ou phosphore présents dans les eaux usées est nécessaire pour lutter contre les phénomènes d’eutrophisation.

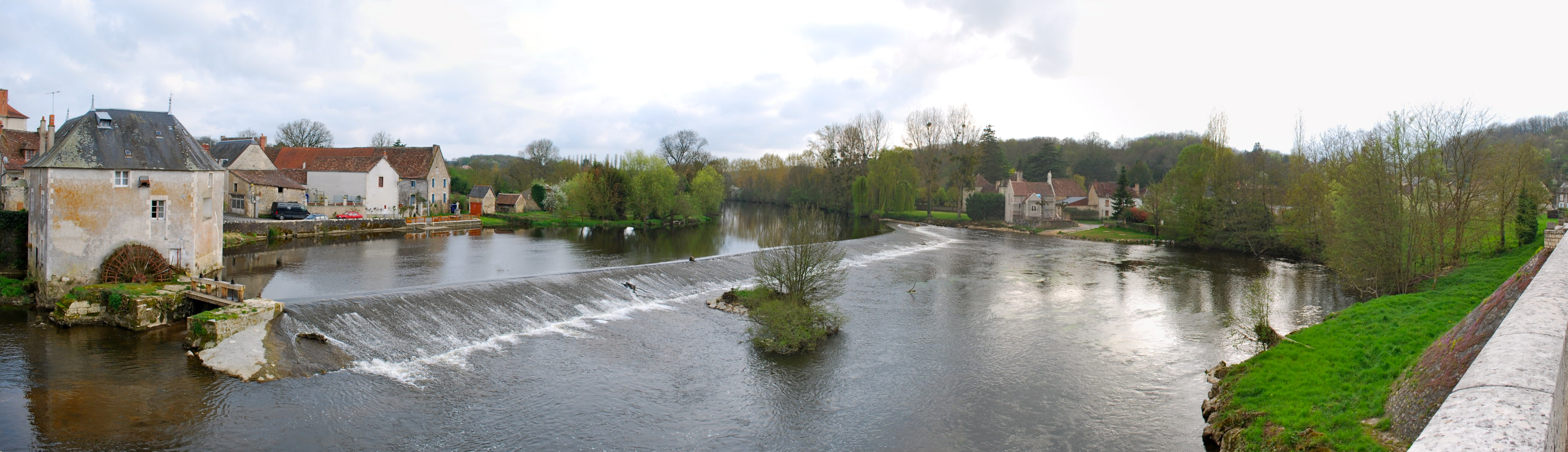
Vue du barrage de la Gartempe à Saint-Pierre-de-Maillé depuis le pont, avenue Louis-Raison.

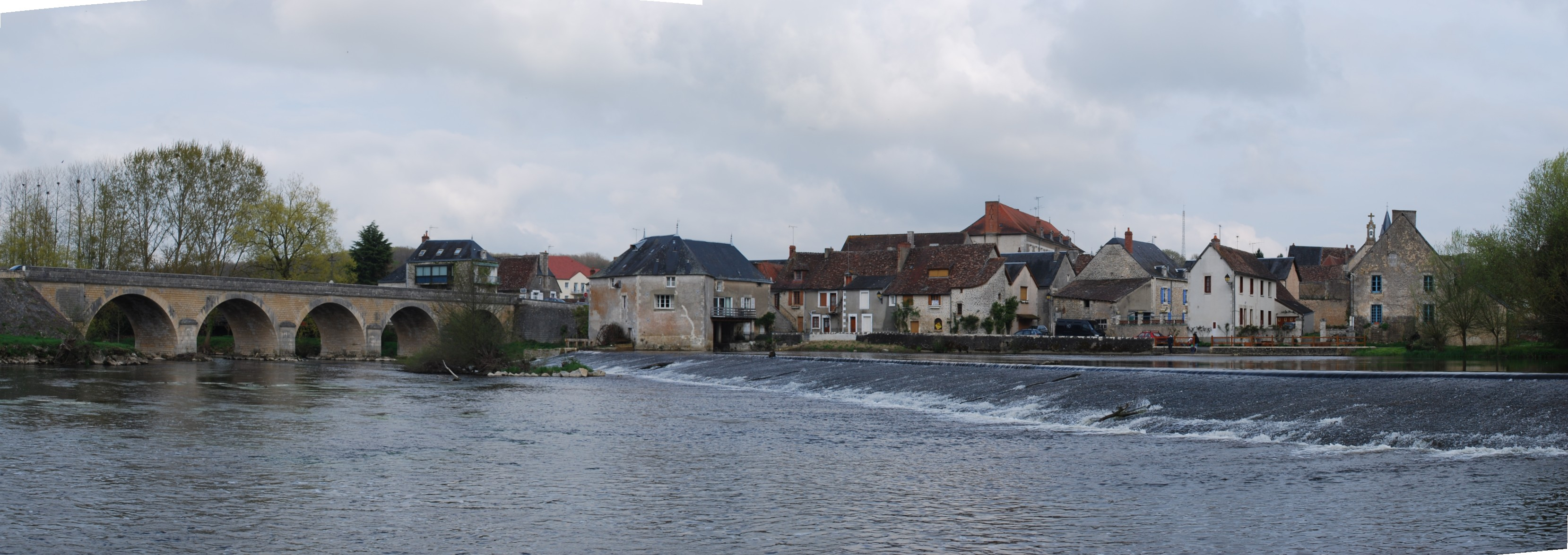
Vue de Saint-Pierre-de-Maillé depuis la rive gauche de la Gartempe.

### Climat
Pour des articles plus généraux, voir Climat de la Nouvelle-Aquitaine et Climat de la Vienne.
Historiquement, la commune est exposée à un climat océanique du nord-ouest.  
En 2020, Météo-France publie une typologie des climats de la France métropolitaine dans laquelle la commune est exposée à un climat océanique altéré et est dans la région climatique  Poitou-Charentes, caractérisée par un bon ensoleillement, particulièrement en été et des vents modérés.
Pour la période 1971-2000, la température annuelle moyenne est de 11,7 °C, avec une amplitude thermique annuelle de 15 °C. Le cumul annuel moyen de précipitations est de 733 mm, avec 11,3 jours de précipitations en janvier et 6,8 jours en juillet. Pour la période 1991-2020, la température moyenne annuelle observée sur la station météorologique la plus proche, située sur la commune de Lésigny à 20 km à vol d'oiseau, est de 12,1 °C et le cumul annuel moyen de précipitations est de 743,3 mm,. Pour l'avenir, les paramètres climatiques de la commune estimés pour 2050 selon différents scénarios d’émission de gaz à effet de serre sont consultables sur un site dédié publié par Météo-France en novembre 2022.

## Urbanisme

### Typologie
Au 1er janvier 2024, Saint-Pierre-de-Maillé est catégorisée commune rurale à habitat très dispersé, selon la nouvelle grille communale de densité à sept niveaux définie par l'Insee en 2022.
Elle est située hors unité urbaine et hors attraction des villes,.

### Occupation des sols
L'occupation des sols de la commune, telle qu'elle ressort de la base de données européenne d’occupation biophysique des sols Corine Land Cover (CLC), est marquée par l'importance des territoires agricoles (71,9 % en 2018), une proportion sensiblement équivalente à celle de 1990 (72,5 %). La répartition détaillée en 2018 est la suivante : 
terres arables (41,5 %), forêts (26,8 %), zones agricoles hétérogènes (15,2 %), prairies (15,1 %), zones urbanisées (0,6 %), milieux à végétation arbustive et/ou herbacée (0,6 %). L'évolution de l’occupation des sols de la commune et de ses infrastructures peut être observée sur les différentes représentations cartographiques du territoire : la carte de Cassini (XVIIIe siècle), la carte d'état-major (1820-1866) et les cartes ou photos aériennes de l'IGN pour la période actuelle (1950 à aujourd'hui).

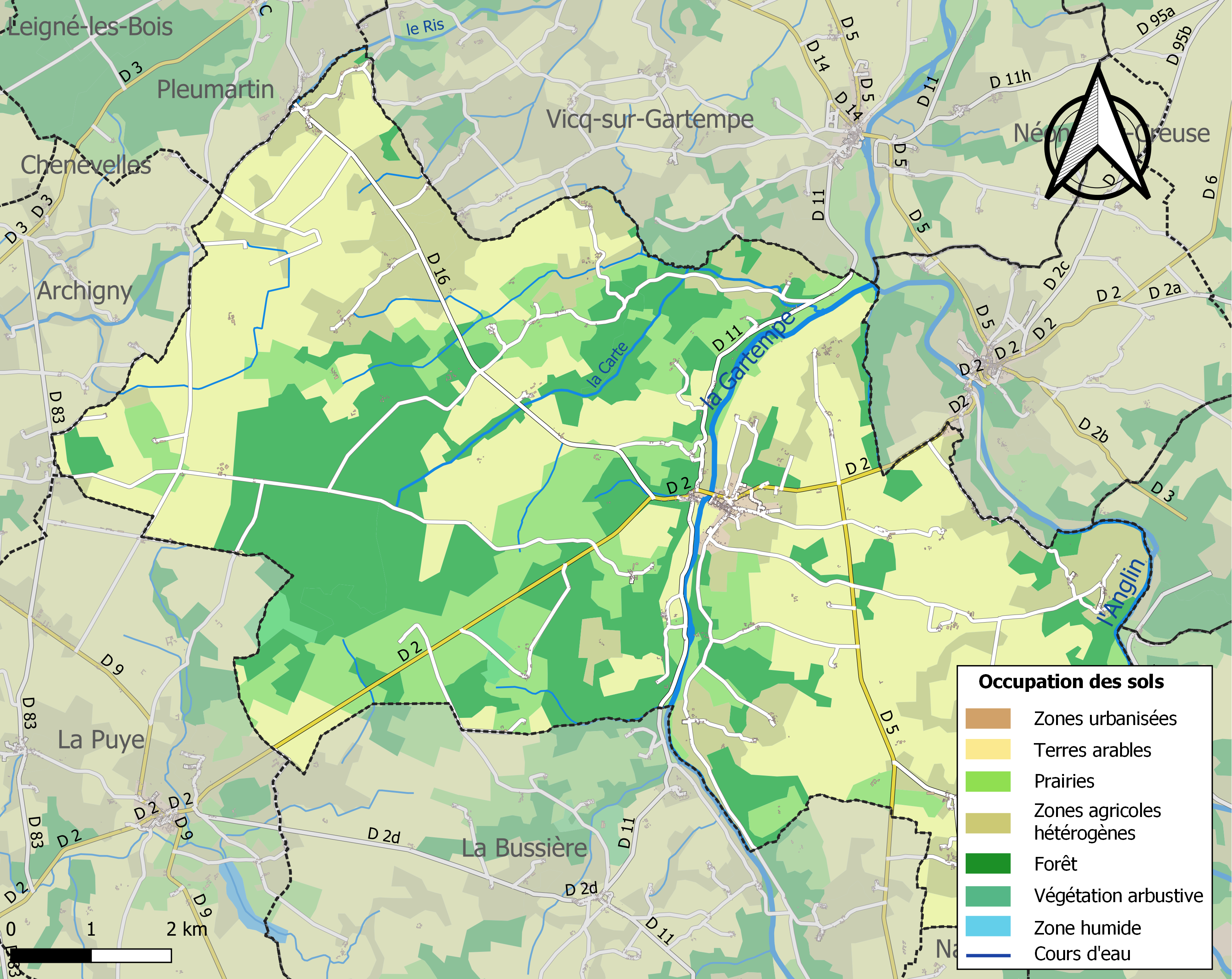
Carte des infrastructures et de l'occupation des sols de la commune en 2018 (CLC).

### Hameaux de la commune
- Mardelle
- Coupelle
- Pérusse
- le Village du Bois
- Lussais
- la Rivière
- Villiers
- les Droux
- les Liboureaux

### Transports et voies de communications

#### Réseau routier
La commune est desservie par les routes départementales :
- 2 (Couhé ↔ Angles-sur-l'Anglin) ;
- 5 (Port-de-Piles ↔ Saint-Rémy-en-Montmorillon) ;
- 11 (Vicq-sur-Gartempe ↔ Luchapt) ;
- 16 (Lésigny ↔ Saint-Pierre-de-Maillé) ;
- 135 (Saint-Pierre-de-Maillé ↔ Saint-Pierre-de-Maillé).

#### Desserte ferroviaire
La gare ferroviaire la plus proche est la gare de Châtellerault situé à 30 km.

#### Aéroport
L'aéroport le plus proche est l'aéroport de Poitiers-Biard situé à environ 50 km.

#### Sentier de randonnées
Plusieurs parcours de balades et randonnées balisés par la communauté des Vals-de-Gartempe et Creuse existent. Ils comptent différents niveaux de difficultés et possibilités de déplacements (pédestre, équestre ou cycliste).

### Risques majeurs
Le territoire de la commune de Saint-Pierre-de-Maillé est vulnérable à différents aléas naturels : météorologiques (tempête, orage, neige, grand froid, canicule ou sécheresse), inondations, mouvements de terrains et séisme (sismicité faible). Il est également exposé à un risque technologique,  le transport de matières dangereuses. Un site publié par le BRGM permet d'évaluer simplement et rapidement les risques d'un bien localisé soit par son adresse soit par le numéro de sa parcelle.

#### Risques naturels
Certaines parties du territoire communal sont susceptibles d’être affectées par le risque d’inondation par débordement de cours d'eau, notamment l'Ozon de Chenevelles, la Gartempe et l'Anglin. La commune a été reconnue en état de catastrophe naturelle au titre des dommages causés par les inondations et coulées de boue survenues en 1982, 1992, 1993, 1995, 1999, 2010, 2016, 2018 et 2021,.

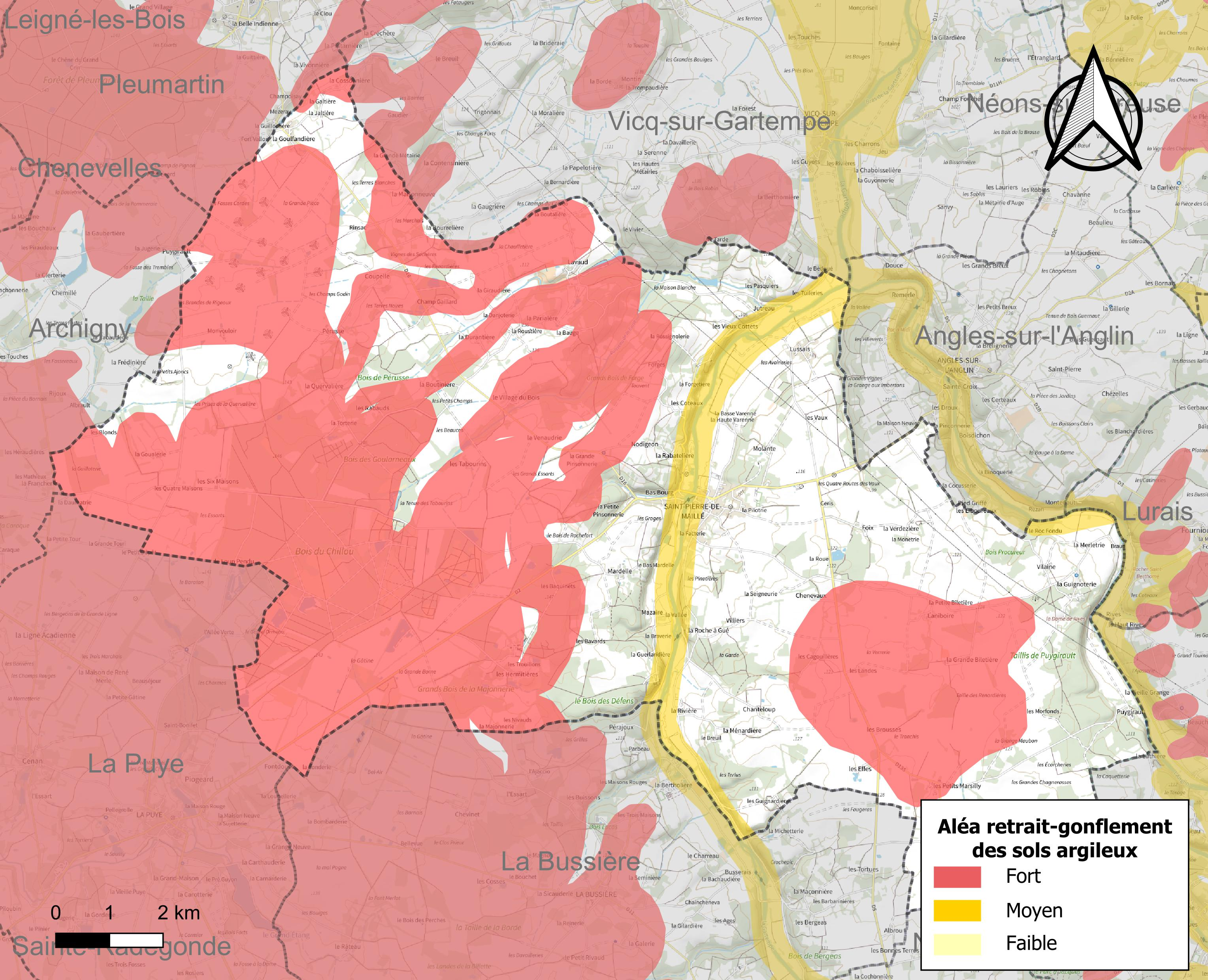
Carte des zones d'aléa retrait-gonflement des sols argileux de Saint-Pierre-de-Maillé.

Les mouvements de terrains susceptibles de se produire sur la commune sont des affaissements et effondrements liés aux cavités souterraines (hors mines) et des tassements différentiels. Afin de mieux appréhender le risque d’affaissement de terrain, un inventaire national permet de localiser les éventuelles cavités souterraines sur la commune. Le retrait-gonflement des sols argileux est susceptible d'engendrer des dommages importants aux bâtiments en cas d’alternance de périodes de sécheresse et de pluie. 57,1 % de la superficie communale est en aléa moyen ou fort (79,5 % au niveau départemental et 48,5 % au niveau national). Depuis le 1er octobre 2020, en application de la loi ÉLAN, différentes contraintes s'imposent aux vendeurs, maîtres d'ouvrages ou constructeurs de biens situés dans une zone classée en aléa moyen ou fort,.
La commune a été reconnue en état de catastrophe naturelle au titre des dommages causés par la sécheresse en 2005, 2011, 2017 et 2019 et par des mouvements de terrain en 1999 et 2010.

## Histoire
Tous les âges sont représentés dans ce village baigné par la Gartempe.
- Le dolmen des Mazaires et la grotte des Cottets nous plongent dans la préhistoire. Plus connue sous le nom de grotte des Cottés, cette cavité a été occupée depuis la fin du Paléolithique moyen jusqu’au début du Paléolithique supérieur, incluant ainsi le Moustérien, le Châtelperronien et les premières phases de l'Aurignacien[22],[23].
- L'époque gallo-romaine transparaît à travers les restes de la via Poitiers-Châteauroux. On remarquera d'intéressantes sculptures à l'école ainsi que le fût d'une colonne d'un ancien temple à l'église.
- En 1945, pour fêter la Libération et le retour de la République, un arbre de la liberté est planté : c’est le sapin de la place de l’Étoile[24].

## Politique et administration

### Liste des maires
| Période                                  | Période      | Identité            | Étiquette | Qualité             |
| ---------------------------------------- | ------------ | ------------------- | --------- | ------------------- |
| avant 1951                               | ?            | Auguste Boisdin     | SFIO      | Retraité de la SNCF |
| 2001                                     | 2006         | Michel Amerand      |           |                     |
| 2006                                     | 2008         | Jacky Lejeune       |           |                     |
| 2008                                     | octobre 2014 | Jean-Pierre Joseph  |           |                     |
| 17 octobre 2014                          | 2020         | Enguerrand Delannoy | UMP-LR    |                     |
| 2020                                     | en cours     | Christelle Raimbert |           |                     |
| Les données manquantes sont à compléter. |              |                     |           |                     |

### Instances judiciaires et administratives
La commune relève du tribunal d'instance de Poitiers, du tribunal de grande instance de Poitiers, de la cour d'appel de Poitiers, du tribunal pour enfants de Poitiers, du conseil de prud'hommes de Poitiers, du tribunal de commerce de Poitiers, du tribunal administratif de Poitiers et de la cour administrative d'appel de Bordeaux, du tribunal des pensions de Poitiers, du tribunal des affaires de la Sécurité sociale de la Vienne, de la cour d’assises de la Vienne.

### Services publics
Les réformes successives de La Poste ont conduit à la fermeture de nombreux bureaux de poste ou à leur transformation en simple relais. Toutefois, la commune a pu maintenir le sien, la commune compte également en son sein un centre de secours des sapeurs pompiers de la Vienne.

## Démographie
L'évolution du nombre d'habitants est connue à travers les recensements de la population effectués dans la commune depuis 1793. Pour les communes de moins de 10 000 habitants, une enquête de recensement portant sur toute la population est réalisée tous les cinq ans, les populations de référence des années intermédiaires étant quant à elles estimées par interpolation ou extrapolation. Pour la commune, le premier recensement exhaustif entrant dans le cadre du nouveau dispositif a été réalisé en 2007.

En 2022, la commune comptait 852 habitants, en évolution de −3,4 % par rapport à 2016 (Vienne : +0,6 %, France hors Mayotte : +2,11 %).
| 1793  | 1800  | 1806  | 1821  | 1831  | 1836  | 1841  | 1846  | 1851  |
| ----- | ----- | ----- | ----- | ----- | ----- | ----- | ----- | ----- |
| 2 167 | 2 132 | 1 836 | 2 078 | 3 014 | 2 158 | 2 161 | 2 225 | 2 300 |

| 1856  | 1861  | 1866  | 1872  | 1876  | 1881  | 1886  | 1891  | 1896  |
| ----- | ----- | ----- | ----- | ----- | ----- | ----- | ----- | ----- |
| 2 294 | 2 221 | 2 191 | 2 061 | 1 968 | 1 954 | 1 899 | 1 924 | 1 879 |

| 1901  | 1906  | 1911  | 1921  | 1926  | 1931  | 1936  | 1946  | 1954  |
| ----- | ----- | ----- | ----- | ----- | ----- | ----- | ----- | ----- |
| 1 767 | 1 704 | 1 711 | 1 578 | 1 623 | 1 566 | 1 555 | 1 530 | 1 435 |

| 1962  | 1968  | 1975  | 1982  | 1990 | 1999 | 2006 | 2007 | 2012 |
| ----- | ----- | ----- | ----- | ---- | ---- | ---- | ---- | ---- |
| 1 385 | 1 284 | 1 092 | 1 011 | 959  | 915  | 920  | 920  | 878  |

| 2017 | 2022 | - | - | - | - | - | - | - |
| ---- | ---- | - | - | - | - | - | - | - |
| 881  | 852  | - | - | - | - | - | - | - |

La densité de population de la commune est de 12 hab./km2. Celle du département est  de 61 hab./km2. Elle est de 115 hab./km2 pour la France (INSEE- 2008).
La chute démographique constatée s’inscrit dans un vieillissement des populations du sud-est du département. C’est aussi une problématique qui s’inscrit dans une région plus vaste qui concerne les départements voisins : ainsi, si la part des + 60 ans dans le département de la Vienne atteint 23,2 %, il est de 32,7 % dans le département de la Creuse, 29 % dans le département de l'Indre et 26,3 % pour le département de la Charente.

## Économie

### Agriculture
L'essentiel de l'économie de la commune réside dans l'agriculture.
Selon la direction régionale de l'Alimentation, de l'Agriculture et de la Forêt de Poitou-Charentes, il n'y a plus que 43 exploitations agricoles en 2010 contre 57 en 2000.
Les surfaces agricoles utilisées ont paradoxalement augmenté de 8 % et sont passées de 4 393 hectares en 2000 à 4 780 hectares en 2010 dont 546 sont irrigables. Ces chiffres indiquent une concentration des terres sur un nombre plus faible d’exploitations. Cette tendance est conforme à l’évolution  constatée sur tout le département de la Vienne puisque de 2000 à 2007, chaque exploitation a gagné en moyenne 20 hectares[réf. nécessaire].
41 % des surfaces agricoles sont destinées à la culture des céréales (blé tendre essentiellement mais aussi orge et maïs), 17 % pour les oléagineux (colza et tournesol), moins de 1 % pour les protéagineux, 25 % pour le fourrage et 13 % reste en herbe. En 2000, 3 hectares (1 en 2010) étaient consacrés à la vigne.
22 exploitations en 2010 (contre 27 en 2000) abritent un élevage important de bovins (3 519 têtes en 2010 contre 3 274 têtes en 2000). C’est un des troupeaux de bovins les plus importants de la Vienne qui rassemblent 48 000 têtes en 2011.
12 exploitations en 2010 (contre 19 en 2000) abritent un élevage d'ovins (1 196 têtes en 2010 contre 1 482 têtes en 2000). Cette évolution est conforme à la tendance globale du département de la Vienne. En effet, le troupeau d’ovins, exclusivement destiné à la production de viande, a diminué de 43,7 % de 1990 à 2007. En 2011, le nombre de têtes dans le département de la Vienne était de 214 300.
L'élevage de caprins a connu une baisse :1 192 têtes en 2000 répartis sur 4 fermes contre 875 têtes en 2010 répartis sur 5 fermes. C’est encore un des troupeaux non négligeables de caprins du département de la Vienne (74 500 têtes en 2011) qui est le deuxième département pour l’élevage des chèvres derrière le département des Deux-Sèvres. Cette forte baisse est révélatrice de l’évolution qu’a connu, en région Poitou-Charente, cet élevage au cours des deux  dernières décennies: division par trois du nombre d’exploitations, augmentation des effectifs moyens par élevage (38 chèvres en 1988, 115 en 2000), division par 10 des chèvreries de  10 à 50 chèvres qui représentaient 50 % des troupeaux en 1988, et multiplication par 6 des élevages de plus de 200 chèvres qui regroupent, en 2000, 45 % du cheptel. Cette évolution des structures de production caprine a principalement pour origine la crise de surproduction laitière de 1990-1991 qui, en parallèle des mesures incitatives, a favorisé des départs d’éleveurs en préretraite et encouragé l’adaptation structurelle des élevages restant. La vocation laitière du troupeau est très forte. Moins de 2 % des élevages caprins sont non laitiers en 2000. La quasi-totalité de la production laitière, en constante augmentation (de 2000 à 2011 : + 44 %) est livrée à l’industrie agro-alimentaire soit 96 % des 485 000 hectolitres récoltés dans l’ensemble du département de la Vienne en 2004. La production de fromage à la ferme reste très marginale et ne représente que 1 % de la production de lait et 6 % des fermes. 75 % des élevages sont basés sur un système de production de type hors sol, la surface agricole étant destinée essentiellement dans ce cas, à la production de fourrage. 75 % de ces exploitations n’élèvent que des chèvres. Le dynamisme de cet élevage, l’accent porté sur la qualité des produits a permis d’obtenir les AOC « chabichou du Poitou » et « Sainte Maure de Touraine » pour les fromages produits.
Les élevages de volailles se sont maintenus au cours de cette décennie : 480 têtes réparties sur 22 fermes en 2000 pour 216 têtes réparties sur 11 fermes en 2010.

### Commerce
La maison de Pays - Val ’ Expo-Terroir et création commercialise les produits d'artisans des environs, avec essentiellement une mission de promotion, sans être vraiment rentable.

## Enseignement
La commune possède une école élémentaire publique.

## Culture locale et patrimoine

### Lieux et monuments

#### Patrimoine religieux
- L'église Saint-Pierre est une église rebâtie en 1651 avec, vraisemblablement, quelques éléments des XIe et XIIe siècles. Elle se situe dans le centre du bourg et est affectée depuis sa construction au culte catholique. Elle est inscrite à l'inventaire général du patrimoine culturel[39] depuis 1986, tout comme son presbytère[40]
- Petite chapelle votive.

#### Patrimoine civil
- Le château de Jutreau est un imposant château médiéval du XIIIe siècle pour les tours et du XVe siècle pour le pavillon oriental. Ce dernier est inscrit au titre des monuments historiques[41] depuis le 17 avril 1935.

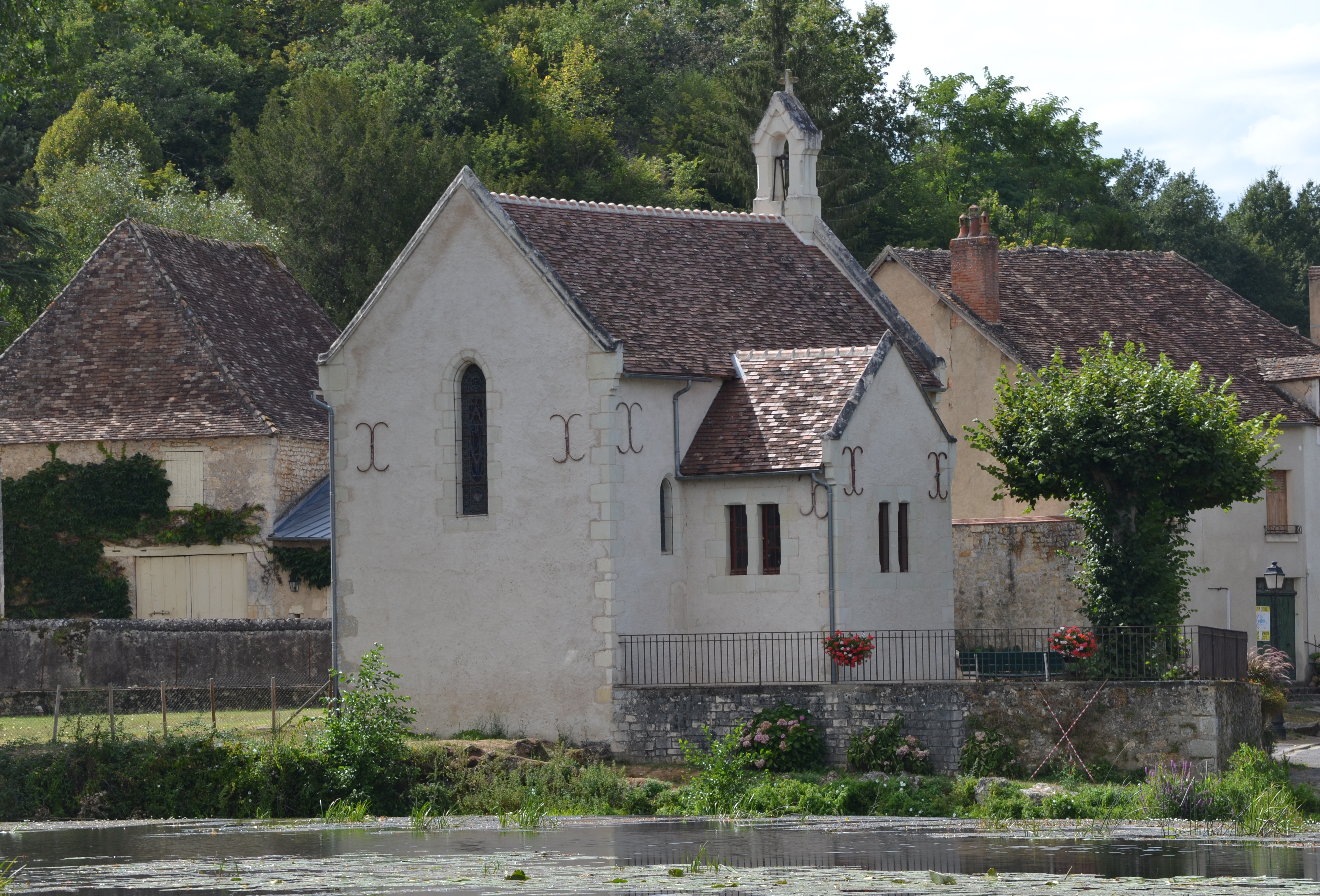
Petite chapelle votive située sur la rive gauche de la Gartempe.

- Situé sur une éminence dominant la vallée de l'Anglin, le château de Puygirault est un corps de logis épaulé par deux imposantes tours. Il date du XVe siècle et a largement été réagencé au XIXe siècle. Les reflets de sa façade dans l'Anglin et l'agréable parc aménagé pour la promenade lui confèrent un certain romantisme. Il est inscrit à l'inventaire général du patrimoine culturel[42] depuis 1986.
- Le château de la Roche-à-Guet ou Roche-Agret date du XVe siècle mais a néanmoins été restauré et modifié au XVIIIe siècle et XIXe siècle. Il est campé au sommet d'un coteau abrupt. Ce logis, flanqué d'une haute tour, dégage une impression de sévérité toute médiévale accentuée par les sombres toitures d'ardoises. Surplombant la Gartempe, l'édifice jouit d'un point de vue exceptionnel sur la vallée. Il est inscrit à l'inventaire général du patrimoine culturel[43] depuis 1986.
- Le château de la Guittière fait face à celui de la Roche-à-Guet sur l’autre rive de la Gartempe. Cet ancien fief de Haute Justice, du seigneur de la Guittière, date du XIIIe siècle et a été remanié à plusieurs reprises au XVe siècle, XVIe siècle et XIXe siècle. Il est inscrit à l'inventaire général du patrimoine culturel[44] depuis 2007. Il a été inscrit pour sa chapelle, ses communs, sa conciergerie, son enceinte, son logis, sa serre et sa tour.
- La distillerie, a été construite en 1942 pour la fabrication d'alcool de betterave et de topinambour. Elle a, par la suite, été désaffectée puis réaménagée en chambres d'hôtes : La Distillerie. Elle est inscrite à l'inventaire général du patrimoine culturel[45] depuis 1995.
- La Maison de Pays qui propose une large exposition des produits de l'artisanat et du terroir.
- Le camping le Grand Pré, situé aux abords de la Gartempe.

#### Patrimoine naturel

##### La grotte de la Guittière
La grotte est une zone classée d’intérêt écologique, faunistique et floristique (ZNIEFF). Elle s’ouvre sur un coteau de la rive gauche de la Gartempe, à l’aplomb du château de la Guittière.
La grotte de la Guittière se présente comme une cavité de taille importante mais peu fréquentée. Cela lui permet d’accueillir une population de chauves-souris. Avec un effectif hivernant maximal de 100 individus, le Grand Rhinolophe est l’espèce de chauve-souris la plus importante du site. Les autres espèces présentes sur le site – le Petit Rhinolophe, le Grand Murin, le Murin à moustaches, le Murin de Daubenton et le Murin à oreilles échancrées – ne présentent que des effectifs très faibles ou qui ne fréquentent pas la grotte chaque hiver.
L’animal est protégé au niveau national comme les autres espèces fréquentant le site. La sauvegarde dépend donc du comportement des hommes qu'ils soient agriculteurs, touristes ou promeneurs.

##### La Basse vallée de la Gartempe
Ce site, qui est classé zone naturelle d’intérêt écologique, faunistique et floristique (ZNIEFF), s’étend sur les deux communes de La Bussière et de Saint-Pierre-de-Maillé. Il est situé à proximité de la confluence entre la Gartempe et l’Anglin, à l’est du département de la Vienne.
La basse vallée de la Gartempe abrite des habitats semi-naturels variés composés de forêts d’essences à feuilles caduques qui couvrent plus de la moitié de la surface, de prairies améliorées, de milieux aquatiques ainsi qu’une quinzaine de grottes naturelles dispersées le long de la vallée.
L’intérêt biologique du site, ayant notamment justifié son classement, réside essentiellement dans la présence de deux habitats: les grottes, qui constituent des gîtes pour les chiroptères dont les populations sont parmi les plus importantes du Poitou, et les eaux de la Gartempe où vivent plusieurs espèces de poissons menacés en Europe.
En effet, la très forte densité en grottes, dont le puits de la Bossée, fait de la basse vallée de la Gartempe un site particulièrement favorable pour les chauves-souris dont 14 espèces différentes ont été recensées, toutes protégées en France : la Barbastelle d’Europe, le Grand murin, le Grand rhinolophe, le Minioptère de Schreibers, le Murin à moustaches, le Murin à oreilles échancrées, le Murin de Bechstein, le Murin de Daubenton, le Murin de Natterer, l’ Oreillard, l’Oreillard roux, le Petit rhinolophe, la Pipistrelle de Kuhl et le Rhinolophe euryale. Les populations et les espèces se répartissent entre les différentes cavités. La présence d’espèces très localisées et vulnérables telles que le Rhinolophe euryale ou le Murin à oreilles échancrées renforce l’intérêt de la protection de la vallée. Cette protection est d’autant plus essentielle que des dérangements liés à l’activité humaine peuvent être dommageables à la tranquillité des chauves souris dont certaines espèces sont très sensibles aux dérangements durant certaines phases importantes de leur cycle biologique comme lors de leur hibernation et durant la période de reproduction. L’importante couverture boisée ainsi que la présence de nombreuses prairies pâturées autour des grottes procurent des terrains de chasse privilégiés aux chiroptères et constituent des facteurs positifs pour la survie de ces espèces dans ce site.
Les eaux de la Gartempe abritent, quant à elles, deux espèces de poissons en forte régression en France : le Saumon atlantique qui a d’ores et déjà disparu de la Seine, du Rhin, des affluents de la Garonne et se trouve en danger dans le bassin de la Loire, et la Lamproie marine qui est présente en France essentiellement sur les bassins de la Garonne et de la Loire. Ces deux espèces anadromes - elles passent une partie de leur vie en mer et remontent les cours d’eau douce pour frayer - nécessitent des eaux fraîches et oxygénées pour leur reproduction ainsi que des caractéristiques très précises de granulométrie du sédiment, de profondeur de l’eau et de vitesse du courant. La multiplication des ouvrages sur les cours d’eau, en empêchant l’accès aux frayères traditionnelles, a eu un impact très fort sur la régression de ces deux espèces. Les berges pourvues d’une abondante végétation aquatique constituent par ailleurs le biotope de deux espèces de libellules considérées comme menacées en Europe : la Cordulie à corps fin et le Gomphe de Graslin.
Enfin, la basse vallée de la Gartempe abrite deux plantes rares : la Laîche digitée et le Lis martagon. Cette dernière est une plante surtout montagnarde qu’on ne trouve que très rarement dans le plaines atlantiques où elle ne peut subsister que dans des sites au microclimat particulier. De nombreux pieds restent stériles et témoignent de conditions écologiques limites pour cette plante très éloignée ici des forêts montagnardes qui représentent son biotope optimal.

### Activités festives
- Site nature pour des activités de plein-air à Puygirault (escalade...).
- Troupe de théâtre Les Maillanbus.
- Fête du 15 août : course cycliste et brocante.
- Batterie-fanfare de Bel-air (classé en promotion nationale en 2009 confirmé en 2011).

### Personnalités liées à la commune
- Saint André-Hubert Fournet (1752-1834) - prêtre, fondateur des Filles de la Croix.
- Louis-Désiré Maigret (1804-1882), missionnaire des Pères de Picpus, vicaire apostolique des îles Sandwich, né à Saint-Pierre-de-Maillé.
- Marie Besnard  (1896-1980), poursuivie pour de multiples empoisonnements, est originaire de Saint-Pierre-de-Maillé. Elle a grandi au lieu-dit les Liboureaux que l'on avait appelé ainsi puisque c'était la couche du bourreau du village voisin : Angles-sur-l'Anglin.